# Laura Claycomb
Laura Claycomb (* 23. August 1968 in Corpus Christi/Texas) ist eine US-amerikanische Sängerin (Koloratursopran).
Claycomb studierte an der Southern Methodist University und am San Francisco Opera Center. Sie gewann 1992 den Operettenpreis beim Belvedere-Wettbewerb in Wien und 1994 die Silbermedaille beim Moskauer Tschaikowskiwettbewerb. Im gleichen Jahr gelang ihr in Genf der internationale Durchbruch als Einspringerin in der Rolle der Giulietta in Vincenzo Bellinis I Capuleti e i Montecchi. Danach war sie als Ismene in Graham Vicks Produktion von Mitridate, re di Ponto zu sehen und zu hören.
Die Partie der Gilda in Giuseppe Verdis Rigoletto sang sie in Paris und Houston, in Lausanne, Tel Aviv, Toronto, Bilbao, Pittsburgh, Salerno und Santiago de Chile. Belcantopartien sang sie u. a. in Lucia di Lammermoor, La fille du régiment und Linda di Chamounix an der Houston Grand Opera, dem Teatro Regio in Turin und an der Mailänder Scala. Sie debütierte als Zerbinetta in Ariadne auf Naxos an der San Francisco Opera unter Jun Maerkl, an der Los Angeles Opera unter Laurent Pillot, bei den Richard-Strauss Festspielen unter Ulf Schirmer und an der Houston Grand Opera unter Patrick Summers. Als Ophelie in Ambroise Thomas’ Hamlet trat sie am Teatro Verdi in Triest unter Jean-Yves Ossonce auf, als Konstanze in Die Entführung aus dem Serail an der Deutschen Staatsoper Berlin unter Sebastian Weigle und als Morgana in Georg Friedrich Händels Alcina an der English National Opera unter Richard Hickox.
Als Interpretin der Alten Musik arbeitete Claycomb mit Dirigenten wie Christophe Rousset, Mark Minkowski, Emmanuelle Haim, Roy Goodman, Harry Bickett und Arnold Östman zusammen und trat u. a. als Cleopatra in Giulio Cesare und als Ginevra  in Ariodante auf. Auch auf dem Gebiet der Neuen Musik ist Clasycomb aktiv und trat u. a. in Le Grand Macabre in Salzburg und in Paris auf. Eine Aufnahme der Oper sang sie unter Leitung von Esa-Pekka Salonen für Sony. Mit Hickox erarbeitete sie Werke von Aaron Copland, Ralph Vaughan Williams, Engelbert Humperdinck und Igor Strawinsky.

## Weblink
- Homepage von Laura Claycomb